# گوونو
گوونو (به لاتین: Głowno، تلفظ: [ˈɡwɔvnɔ]) یک شهرک در لهستان است که در شهرستان ازگیش واقع شده‌است.

## خصوصیات
گوونو ۱۹٫۸۲ کیلومترمربع مساحت و ۱۵٬۱۶۷ نفر جمعیت دارد.

## خواهرخوانده
شهرهای الیف، کامپانیا و Remptendorf خواهرخوانده‌های گوونو هستند.